# Recovery Road (série télévisée)
Recovery Road (trad. litt. : « Route de Récupération ») est une série télévisée américaine en dix épisodes de 42 minutes adaptée du livre Addiction de Blake Nelson et diffusée entre le 25 janvier et le 28 mars 2016 sur Freeform et en simultané sur ABC Spark au Canada.
Cette série est inédite dans tous les pays francophones.

## Synopsis
Maddie, une jeune toxicomane qui fait partie de ceux qui ne savent pas qu'ils ont un problème, est confronté par sa conseillère d'orientation et doit choisir entre l'expulsion ou la réhabilitation. Elle fait alors le choix difficile de vivre avec d'autres toxicomanes dans une maison de thérapie, tout en faisant face à la pression de la vie d'une adolescente normale.

## Distribution

### Acteurs principaux
- Jessica Sula : Maddie Graham
- Sebastian de Souza : Wes Stewart
- Kyla Pratt : Trish Collins
- Sharon Leal : Charlotte Graham
- Alexis Carra : Cynthia McDermott
- Daniel Franzese : Vern Testaverde
- David Witts (en) : Craig

### Acteurs récurrents
- Meg DeLacy : Nyla (9 épisodes)
- Emma Fassler : Laurel (9 épisodes)
- Lindsay Pearce : Rebecca Granger (7 épisodes)
- Roberto Urbina (es) : Asa (7 épisodes)
- Paula Jai Parker (en) : Margarita Jean-Baptiste (6 épisodes)
- Haley Lu Richardson : Ellie Dennis (6 épisodes)
- Brad Beyer : Paul Morrell (4 épisodes)
- Keith Powers : Zach (4 épisodes)
- Nathan Sutton : Diesel / Keith Wallace (4 épisodes)
- Anna Ross : Heather Granger (4 épisodes)

### Invités
- Missy Doty (es) : Counselor (épisode 1)
- Alex Carter : Dr Marcus Granger (épisodes 2, 8 et 9)
- Aubrey Peeples : Harper, ex-petite-amie de Wes (épisodes 3 et 8)
- Mischa Barton : Olivia (épisode 4)
- Jon Lindstrom (en) : William Walker (épisode 4)
- Erika Alexander (épisode 5)
- Jordan Calloway (épisode 5)
- Max Gail (en) : Mort (épisode 5)
- Jenny O'Hara (en) (épisode 5)
- Jack Betts : Grandpa Joe Ashby (épisode 5)
- Marianne Muellerleile : Mrs Summers (épisode 5)
- Brigid Brannagh (épisode 6)
- Alex Fernandez (en) : Det. Covino (épisode 6)
- Leon Robinson : Alan (épisodes 7 et 9)
- Julia Campbell : Pamela Granger (épisodes 8 à 10)
- Laura Bell Bundy : Monica (épisode 10)
- Laura San Giacomo : Gina (épisode 10)
- Michael Cory Davis (en) : Policeman #2 (épisode 10)

## Développement

### Production
Le 17 mars 2014, un pilote est commandé par ABC Family et le tournage débute quelques semaines après.
Le 16 décembre 2014, ABC Family commande la série.
Le tournage a commencé fin avril 2015 à Los Angeles.
Depuis le 18 décembre 2015, les trois premiers épisodes sont disponibles sur le site d'ABC Family (qui devient Freeform le 12 janvier 2016), alors qu'au Canada, seul le pilote est disponible via Facebook ainsi que le site d'ABC Spark.
Le 13 mai 2016, la série est annulée.

### Casting
Le casting original a débuté en mai 2014 et mettait a engager Samantha Logan (Maddie Graham), Kyla Pratt (Trish Collins) et Justin Prentice (Dallas), Caroline Sunshine (Emily Owenby), Sebastian de Souza (Wes Stewart) et Alexis Carra (Cynthia McDermott), Doug Savant (Alan, le père de Maddie), Sharon Leal (Charlotte Graham), Will Lancaster et Daniel Franzese (Vern Testaverde).
Le 10 février 2015, ABC Family annonce le remplacement du rôle principal de Maddie par Jessica Sula et donc une refonte du pilote. Seuls Sebastian de Souza, Kyla Pratt, Sharon Leal, Alexis Carra furent gardés alors que le rôle récurrent de Vern tenu par et Daniel Franzese devient régulier.
À partir de mars 2015, des rôles récurrents sont ajoutés : David Witts (en) et Lindsay Pearce, Haley Lu Richardson, Aubrey Peeples, Mischa Barton, Roberto Urbina (es), Laura Bell Bundy et Laura San Giacomo.

## Épisodes
| № | Titre                   | Réalisation            | Scénario                               | Première diffusion | Audience |
| --- | ----------------------- | ---------------------- | -------------------------------------- | ------------------ | -------- |
| 1 | Blackout                | Lawrence Trilling (en) | Bert V. Royal (en) et Karen DiConcetto | 25 janvier 2016    | 458 000  |
| Maddie, une jeune toxicomane, doit faire face à un choix : être renvoyée du lycée ou aller en cure de désintoxication. Elle choisit alors d'aller en cure de désintoxication la nuit tout en restant au lycée le jour. |                         |                        |                                        |                    |          |
| 2 | The Art of the Dead     | Larry Shaw             | Bert V. Royal et Karen DiConcetto      | 1er février 2016   | 411 000  |
| 3 | Surrender               | Michael Schultz        | Patricia Resnick                       | 8 février 2016     | 446 000  |
| 4 | Parties Without Borders | Joanna Kerns           | Holly Sorensen (en)                    | 15 février 2016    | 488 000  |
| 5 | My Loose Thread         | David Paymer           | Nic Sheff                              | 22 février 2016    | 464 000  |
| 6 | Heaven Backwards        | Chris Grismer (en)     | Michael Gans et Richard Register       | 29 février 2016    | 449 000  |
| 7 | Sick as Our Secrets     | Jennifer Lynch         | Julia Cox                              | 7 mars 2016        | 484 000  |
| 8 | The Weaklings           | Andy Fickman           | Nic Sheff                              | 14 mars 2016       | 441 000  |
| 9 | Your Side of the Street | Bethany Rooney (en)    | Karen DiConcetto                       | 21 mars 2016       | 491 000  |
| 10 | (Be)Coming Clean        | Lawrence Trilling      | Bert V. Royal & Karen DiConcetto       | 28 mars 2016       | 462 000  |